# Пламенац, Илья
Илья Пламенац (1821 — 6 марта 1916) — воевода Черногории и командир в боях против Турции. Родом из црмницкого племени Больевичи. Он руководил армией черногорской в сражениях на Крницама 1862 года, на Фундине 1876, затем на Мальату, под Мартиничами и в боях за освобождение Бара и Улциня.
Участник Славянского съезда в Москве и Санкт-Петербурге 1867 года
Был министром обороны Черногории с 1879 года по 1905 год.
Получил звание кавалера ордена Св. Георгия 4 степени 12 апреля 1877.